# Amelia Warner
Amelia Warner, née Amelia Catherine Bennett le 4 juin 1982 à Liverpool en Angleterre, est une actrice, chanteuse et compositrice de musiques de film anglaise.

## Biographie
Elle est l'unique enfant de l'actrice Annette Ekblom et de l'acteur Alun Lewis. Ses parents se séparent alors qu'elle est très jeune, Amelia est restée avec sa mère. Elles se sont déplacées à Ladbroke Grove quand elle avait 6 ans.
Amelia a étudié à la Royal Masonic School, école pour filles et à 16 ans, à l'université College of Fine Arts à Londres. Elle a également étudié l'histoire de l'art à l'université Goldsmith's College à Londres. Elle a été repérée par un agent quand elle et ses amis ont exécuté un jeu d'acteur à Covent Garden. C'est ainsi qu'elle a pu étudier la comédie dans le programme jeunesse du théâtre royal de Londres. Bien qu'elle ait été encouragée à poursuivre ses études, Amelia Warner fait ses débuts à la télévision dans la série Kavanagh et a continué avec d'autres rôles à la télévision. Après l'adaptation de la BBC de Lorna Doone (2000), dans laquelle Amelia joue le personnage principal, elle commence à se faire un nom[réf. souhaitée]. Elle est apparue aux côtés de Kate Winslet et de Joaquin Phoenix dans Quills, la plume et le sang. Elle apparait brièvement dans Mansfield Park et dans Nine Lives (2002).
En parallèle, Amelia écrit, chante et compose ses chansons[réf. souhaitée]. Pour cette activité, elle a choisi comme nom d'artiste Slow Moving Millie.
Elle a possédé une boutique de vêtements vintage à Londres, Found and Vision[réf. souhaitée].

### Vie privée
Lors de l'avant-première du film Quills, la plume et le sang le 20 novembre 2000, Colin Farrell et Amelia Warner se montrèrent pour la première fois au grand public[pertinence contestée]. Ils s'étaient rencontrés quelque temps auparavant par le biais d'amis en commun[pertinence contestée].
Depuis, Amelia Warner s'est faite discrète face aux journalistes, elle partage sa vie avec Ringan Ledwidge, ils se sont rencontrés à l'occasion du tournage du film Gone, réalisé par Ringan Ledwidge lui-même en 2006.
En 2010, elle rencontre l'acteur irlandais Jamie Dornan. Ils se fiancent en novembre 2012[réf. souhaitée] et se marient le 26 avril 2013[réf. souhaitée] dans le comté de Somerset dans l'ouest de l'Angleterre. Elle est mère de trois filles.

## Filmographie
Sauf indication contraire, les informations mentionnées dans cette section peuvent être confirmées par la base de données cinématographiques IMDb,  présente dans la section « Liens externes ».

### Cinéma
- 1999 : Mansfield Park de Patricia Rozema : Fanny adolescente
- 2000 : Quills, la plume et le sang de Philip Kaufman : Simone
- 2002 : Nine Lives (en) de Andrew Green : Laura
- 2003 : Falling Slowly (court métrage) de Ben Fogg : Emily
- 2004 : Love's Brother de Jan Sardi : Rosetta
- 2005 : Winter Passing de Adam Rapp : Shelly
- 2005 : Stoned de Stephen Woolley : Janet
- 2005 : Æon Flux de Karyn Kusama : Una Flux
- 2006 : Alpha Male de Dan Wilde : Elyssa Ferris
- 2006 : Gone de Ringan Ledwidge : Sophie
- 2007 : Les Portes du temps (The Seeker: The Dark Is Rising) de David L. Cunningham : Maggie Barnes
- 2008 : Echo (en) de Yam Laranas : Alyssa
- 2008 : The Street: Everything is Borrowed de Jérémie Rozan : l'épouse
- 2010 : Olga? (court métrage) de Ilaria D'Elia : Cecilia
- 2012 : The Other Side (court métrage) de Alex Santoro et Oli Santoro : Rachel

### Télévision

#### Séries télévisées
- 1998 : Kavanagh (Kavanagh QC) : Gaynor Deans (saison 4, épisode 1)
- 1998 : Casualty : Rachel Munro (saison 13, épisode 6)
- 1999 : Aristocrats : Lady Cecelia (2 épisodes)
- 2000 : Meurtres en sommeil (Waking the Dead) : Jodie Whitemore (saison 1, épisode 1 et 2)
- 2000 : Take a Girl Like You (en) : Sheila Torkingham (mini-série)

#### Téléfilms
- 2000 : Don Quichotte de Peter Yates : Antionia
- 2000 : Lorna Doone (en) de Mike Barker : Lorna Doone